# Svetovna turistična organizacija
Svetovna turistična organizacija (kratica WTO oz. UNWTO) je agencija Organizacije združenih narodov s sedežem v Madridu, Španija. Deluje kot svetovalno telo in oblikuje smernice za razvoj turizma v državah članicah ter zbira statistične podatke o trendih v turizmu. Med članicami je tudi Slovenija.
Agencija je nastala iz Mednarodne zveze organizacij za uradno turistično promocijo (International Union of Official Tourist Publicity Organizations, IUOTPO), ki je leta 1970 sprejela sklep o preoblikovanju v sedanjo obliko. Ta je stopila v veljavo 1. novembra 1974, ko jo je ratificiralo predpisanih 51 držav članic. Septembra 1979 je Generalna skupščina v španskem Torremolinosu sprejela sklep, s katerim je proglasila 27. september za Svetovni dan turizma.